# Motel Sljeme u Trogiru
Motel Sljeme se nalazi u Trogiru, na adresi ul. kardinala Alojzija Stepinca, zaštićeno kulturno dobro.

## Opis
Motel je smješten na kopnenome dijelu Trogira, sjeverozapadno od povijesne jezgre, blizu granice sa Segetom. Izgrađen je prema nacrtima Ivana Vitića 1964./65. g. od laganoga materijala obloženoga rustično obrađenim kamenim pločama. Sastoji se od središnjega objekta (s upravnim i uslužnim sadržajima u prizemlju i smještajnim jedinicama na katu), smještenoga uz županijsku cestu, i vanjskih smještajnih jedinica organiziranih oko središnjega parkirnog prostora. Vanjske su jedinice organizirane u dvije grupe. Dva velika krila zgrade u obliku slova L zatvaraju trg s centralnom zgradom, dok je jugozapadno smješteno još 6 bungalova. Objekti imaju ravni krov i tipizirane prozorske otvore, a interijer je devastiran zbog neodržavanja.

## Zaštita
Pod oznakom Z-6169 zaveden je kao nepokretno kulturno dobro - pojedinačno, pravna statusa zaštićena kulturnog dobra, klasificirano kao "javne građevine".